# Bistrița Bârgăului
Bistrița Bârgăului – wieś w Rumunii, w okręgu Bistrița-Năsăud, w gminie Bistrița Bârgăului. W 2011 roku liczyła 3564 mieszkańców.